# FIAT Y 0160
Der von 1970/71 bei Fiat Ferroviaria hergestellte Triebwagen Y 0160 war als Prototyp das erste einsatzfähige Fahrzeug ausgestattet mit aktiver Neigetechnik. Sein Bau erfolgte im Rahmen des Programms der italienischen Staatsbahn (FS) zur Einführung einer Generation neuer Züge, um die Reisegeschwindigkeit auf Strecken mit engen Bögen zu erhöhen.

## Geschichte
Seit den späten 1950er Jahren beschäftigten sich mehrere staatliche Eisenbahnverwaltungen – wie in Frankreich, Italien, der Deutschland, Großbritannien, der Schweiz, Schweden, Spanien, Japan, Kanada und den USA – intensiver mit Studien und Projekten für den Einbau von Neigetechnik bei Schienenfahrzeugen. Hauptziel war, die Reisegeschwindigkeit der Züge auf wichtigen Hauptbahnen zu erhöhen, ohne sich mit erheblichen Investitionen für Entwurf und Bau neuer Trassen mit großen Bogenradien zu belasten. Ein wesentliches Problem in Bezug auf das Durchfahren eines Bogens ist das auftretende unangenehme Gefühl für Reisende aufgrund der Zentrifugalkraft, weniger die Gefahr einer Entgleisung, da im Eisenbahnverkehr ein relativ hoher Sicherheitsaufschlag zwischen der im Betrieb zugelassenen und der maximal möglichen Bogengeschwindigkeit eingehalten wird. Die technischen Standards ließen tatsächlich, mit leichten Unterschieden zwischen verschiedenen Bahngesellschaften, eine maximale unausgeglichene Querbeschleunigung zwischen 1,2 und 1,4 m/s2 zu. Die Überhöhung der kurvenäußeren Schiene dient hierbei, wie auch die Neigung entsprechend ausgerüsteter Fahrzeuge, zur Kompensation der Beschleunigungswirkung auf Reisende. Einige Verwaltungen nahmen den Bau und das Testen von Prototypen auf, aus unterschiedlichen Gründen stellten fast alle mit der Zeit ihre Entwicklungen ein.
Nur vier Eisenbahnen in Europa bauen später reale Züge: Italiens FS mit dem Y 0160, die BR in Großbritannien mit dem Advanced Passenger Train (APT), die schwedische SJ mit dem X15 und die spanische RENFE mit dem Talgo Pendular. Die ersten drei waren mit aktiver Neigetechnik ausgestattet, letzterer hatte ein passives System. Während der APT wegen technischer Probleme nicht zu einem Erfolg geriet und der X15 keinen Nachfolger erhielt, wurden die spanischen und italienischen Projekte zum kommerziellen Einsatz gebracht. Der Talgo führte zu verschiedenen Serienmodellen, das italienische Programm, mit dem späteren ETR 401, zu den Fahrzeugen der Pendolino-Familie.

## Entwicklung des Prototyps Y 0160
Nach vorläufigen theoretischen Studien in den späten 1960er Jahren führte die FS zusammen mit Fiat Ferroviaria Kipp-Simulationen mit dem 1968 gebauten Dieseltriebwagen ALn 668.1999 durch. Dabei handelte es sich um einen von zwei Prototypen zur Weiterentwicklung des ALn 668 mit der internen Bezeichnung Typ 7170. Statt den Wagenkasten zu neigen, untersuchte man die Möglichkeit des Schwenkens der Sitze mithilfe hydro-pneumatischer Komponenten und den Einfluss des Kippens auf Reisende im Zug. Die durchgeführten Erhebungen bestätigten die Studien und ermutigten zum Bau eines Triebwagens, mit Neigetechnik für den Aufbau, der es erlauben würde, Verbesserungen am Schwenkmechanismus des Kastens und seiner Komponenten unter realeren Einsatzbedingungen zu prüfen, und so die Erkenntnisse zu vervollständigen.
Dieser war nun elektrisch angetrieben – gekennzeichnet durch das Y im Namen – und dank der ungewöhnlichen Art, mit der er sich durch Bögen bewegte bald als Pèndolino („der kleine Pendelnde/Schwankende“) bekannt. Das innovative Einzelstück wurde am 5. Oktober 1971 von der FIAT-Fabrik in Turin geliefert – dort baute man damals auch Eisenbahnfahrzeuge – und erreichte in mehreren Testläufen bis zu 250 km/h. Unter Eisenbahnern bekam es, dank seiner extravaganten Farbgebung, scherzhaft den Spitznamen „Carioca“ verpasst (nach der Disney-Figur, einem grünen Papagei).
Zwischen 1971 und 1973 wurde ausgiebig experimentiert und auf der bogenreichen Bahnstrecke Turin–Genua zwischen den Stationen Trofarello und Asti wie auch auf der Bahnstrecke Rom–Formia–Neapel mit dem Triebwagen längere Umläufe gefahren. Dabei kam man auf Geschwindigkeiten von über 260 km/h. Die Tests waren erfolgreich, so dass Ende 1974 die Verwaltung der FS dem Unternehmen FIAT die Zustimmung zum Bau eines vierteiligen Triebzuges mit Neigetechnik gab, dem späteren ETR 401 (ElettroTreno Rapido, „Elektrischer Schnellzug“).
Der Prototyp Y 0160 wird manchmal mit dem ähnlich benannten Y ETR 0160-000 verwechselt. Mit jener vorübergehend zugewiesenen Bezeichnung wurde, anlässlich des „21. Internationalen Eisenbahnkongresses“, der erste Teil des Triebzuges ETR 401 – Antriebseinheit und Mittelwagen mit Stromabnehmer – am 2. Oktober 1975 zwischen Bologna und Chiusi offiziell vorgestellt. 1976 geliefert und bei der FS ebenfalls ein Unikat geblieben, wurde er zur Erprobung der Neigungsabstimmung zwischen den Einheiten auf der Strecke verwendet und nahm schließlich den regulären Betrieb auf der Transapennin-Linie zwischen Rom und Ancona, später bis Rimini auf. Damit war der ETR 401 der erste planmäßig eingesetzte Neigezug der Welt. Mit ihm wurde eine Reihe begründet, welche der Triebzug ETR 450 fortführen sollte. Es folgten der FS ETR 460, ETR 470 und ETR 480/485 der nächsten Generation, sowie die neuen ETR 600 und ETR 610 in den 2000er Jahren von Alstom. Der Triebwagen Y 0160 wurde bis zum Ausscheiden noch zur Komponentenerprobung herangezogen und kann als technologischer Vorläufer angesehen werden.
Das Experimentalfahrzeug wurde schließlich außerhalb der FIAT-Fabrik von Savigliano aufgestellt. Im Jahr 1983 wurde der Y 0160 von FIAT dem Piemonteser Eisenbahnmuseum, Museo Ferroviario Piemontese, überlassen, dann aber doch nicht in den Bestand übernommen. Letztendlich wurde der Triebwagen zerlegt.

## Technische Merkmale
Viele Merkmale des Prototyps sind aufgrund mehrfacher Detailänderungen nur Versierten bekannt, er weist jedoch ein paar Ähnlichkeiten mit den späteren Serienmodellen auf.
Das Fahrzeug war als Einzeltriebwagen konzipiert, nicht als Triebzug oder Motor-/Steuerwagenkombination. Mit, laut Patelli und Mezzetti, 19,75 Tonnen Anhängelast könnte allerdings theoretisch ein (leichter) Beiwagen mitgeführt werden. Die Leermasse, mit rund 40 Tonnen dank Leichtbauweise sehr gering, entsprach wie auch die maximale Höhe und Breite in etwa der Konstruktion der Nachfolger. Der Aufbau war symmetrisch, mit einem durchgehenden Fahrgastraum, abgeschlossen von aerodynamisch geformten Führerständen an beiden Enden, ähnlich denen des ETR 401. Die Kraftübertragung war konventionell ausgelegt, mit Kardanwelle auf ein Kegelradgetriebe, einem Gleichstrom-Fahrmotor von 3000 Volt für jedes Drehgestell und Speisung aus der Oberleitung durch einen von zwei Stromabnehmern.
Der Wagenkasten ruhte auf zwei Drehgestellen mit einem kurzen Achsstand von 2,2 m (später 2,45 m), um die Bogenläufigkeit der Radsätze zu verbessern. Ein hydraulisch gesteuertes System mit Gyroskopen erlaubte dem Triebwagen, sich in Bogenfahrt zur Innenseite zu neigen, so dass Radien mit höherer Geschwindigkeit passiert werden können, als von Fahrzeugen mit Rang C-Einstufung. Damit konnten Bögen mit höherer unausgeglichener Querbeschleunigung als die entlang der FS-Strecken maximal zugelassenen 1,2 m/s² durchfahren werden, die Neigetechnik kompensierte die Einwirkung auf die Fahrgäste und gewährleistete den Komfort während der Reise.

## Anmerkung
Im italienischen Eisenbahnverkehr gibt es Geschwindigkeitsklassen als „Ränge“, die sich unter anderem nach der nicht kompensierten Querbeschleunigung richten. Rango C entspricht maximal {\displaystyle 1{,}0\;\mathrm {m/s^{2}} } und ermöglicht über 160 km/h Höchstgeschwindigkeit auf der Strecke. Aufgrund der Erprobungen mit dem FIAT Y 0160 und dem FS ETR 401 wurde mit Indienststellung der Pèndolini für Fahrzeuge mit aktiver Neigetechnik der Rango P eingeführt.